# Marburg-Variante der akuten Multiplen Sklerose
Unter der Marburg-Variante, benannt nach ihrem Erstbeschreiber Otto Marburg, versteht man eine besondere Form der Multiplen Sklerose, einer entzündlichen demyelinisierenden Erkrankung des Zentralnervensystems. Die Marburg-Variante ist gekennzeichnet durch einen besonders aggressiven, bösartigen (malignen) Verlauf, der bei den Betroffenen meist binnen weniger Monate zum Tode führt.

## Symptome
Die ersten Symptome der Erkrankung können denen eines akuten Schubes der multiplen Sklerose gleichen. Dazu zählen Gefühlsstörungen der Haut, Lähmungserscheinungen, Koordinationsstörungen, Sehstörungen, Sprech- und Sprachstörungen oder Gangunsicherheit. Typisch für die Marburg-Variante ist das sehr rasche Fortschreiten der Symptome, die binnen weniger Tage zu schwerer Behinderung führen und die Aufnahme in ein Krankenhaus oder auf eine Intensivstation erforderlich machen können.

## Ursachen
Die Ursachen und die Entstehung der Erkrankung sind bislang nicht hinreichend geklärt. Ähnlich wie bei der multiplen Sklerose spielt die Immunreaktion gegen die Markscheiden zentraler Neurone eine zentrale Rolle.

## Diagnose
Die Abgrenzung der Marburg-Variante von anderen demyelisierenden Erkrankungen (Akute demyelinisierende Encephalomyelitis, progrediente Multiple Sklerose, diffuse disseminierte Sklerose, Neuromyelitis optica) ist klinisch sehr schwierig und gelingt in vielen Fällen erst nach dem Tod mittels histopathologischer Untersuchung der entzündeten Hirnregionen.

## Behandlung
Die Behandlung erfolgt analog zu der eines akuten Schubes der multiplen Sklerose. Dabei kommen Glukokortikoide als Pulstherapie und die Plasmapherese zum Einsatz. Individuelle Heilversuche umfassen den Einsatz von Cyclophosphamid oder monoklonaler Antikörper (z. B. Rituximab).